# 瓦威克 (特拉華州)
瓦威克（英語：Warwick）是位於美國特拉華州蘇塞克斯縣的一個非建制地區。該地的面積和人口皆未知。

## 地理
瓦威克的座標為38°36′11″N 75°13′50″W / 38.60306°N 75.23056°W，而該地的平均海拔高度為6米（即20英尺）。